# Gevherhan Sultan (dcera Mehmeda II.)
Gevherhan Sultan byla osmanská princezna. Byla sestrou sultána Bayezida II. a nevlastní sestrou prince Cem Sultan. 

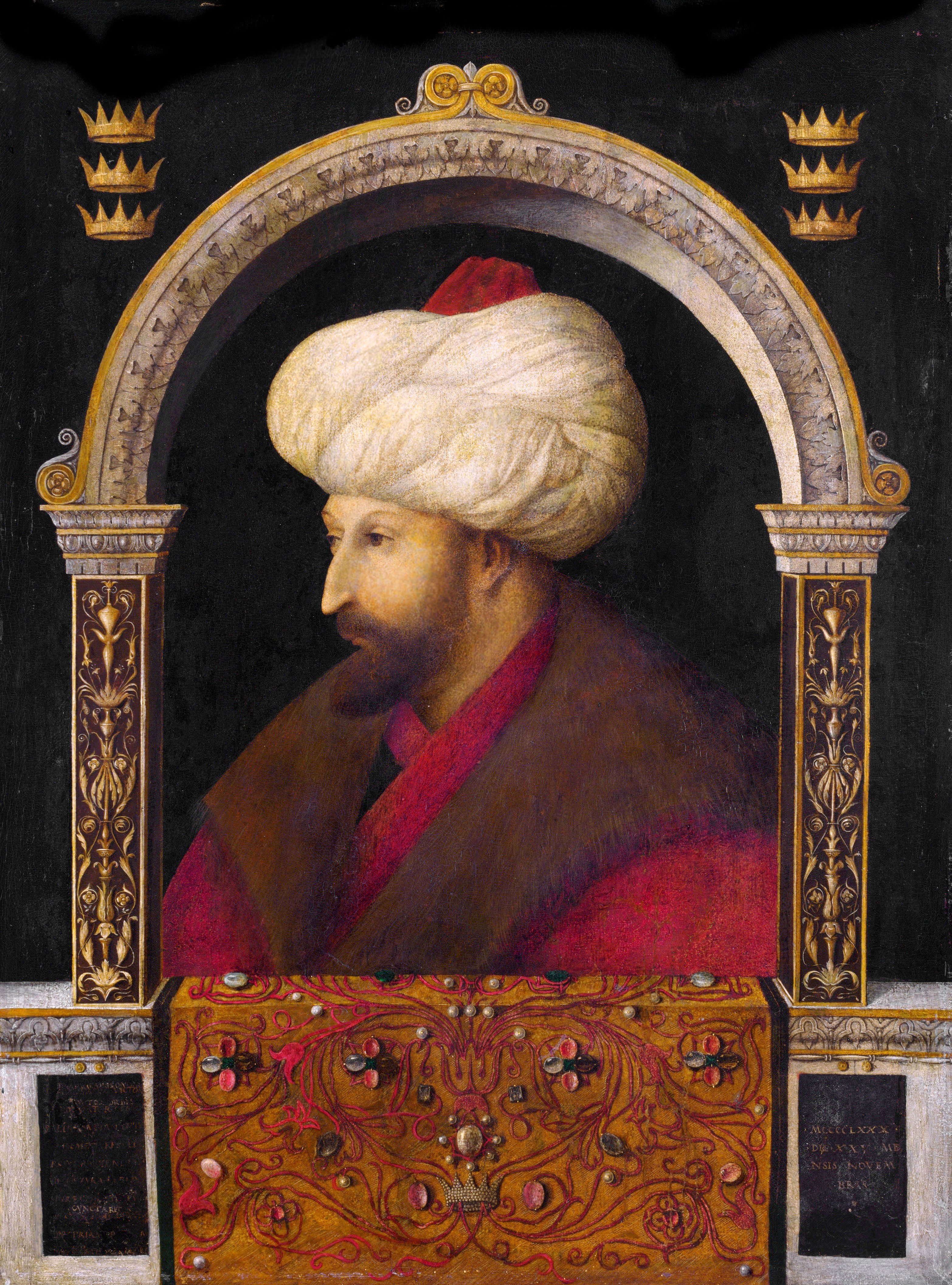
Otec princezny Gevherhan, sultán Mehmed II.

## Život
Gevherhan Sultan se narodila jako dcera osmanského sultána Mehmeda II. a jeho ženy Emine Gülbahar Hatun. V roce 1474 se provdala za prince Damada Muhammada Mirzu Pashu Ugurlu, syna Uzuna Hassana (zakladatel a sultán turkmenské akkojunluské říše) a jeho ženy Theodory Megale Komnene (otec John IV Trebizond, matka Despina Khatun, členka Bagrationské dynastie).
Díky sňatku s Muhammadem Pashou byl její manžel zbaven dědičnosti trůnu. V Osmanské říši žil v exilu. 
Společně měli syna Ahmada Mirzu, který se oženil s Ayší Sultan, dcerou sultána Bayezida II.